# Verlengde gedraaide driehoekige dubbelkoepel
Een verlengde gedraaide driehoekige dubbelkoepel is in de meetkunde het johnsonlichaam J36. Deze ruimtelijke figuur kan worden geconstrueerd door twee driehoekige koepels J3 met hun congruente grondvlakken op het grond- en bovenvlak van een hexagonaal prisma te plaatsen. Dat geldt ook voor een verlengde driehoekige orthogonale dubbelkoepel J35, maar het verschil is dat beide driehoekige koepels in de twee figuren 60°, of 180° dat is hetzelfde, verschillend ten opzichte van elkaar zijn gedraaid.
De inhoud V van deze ruimtelijke figuur kan met volgende formule worden berekend:
{\displaystyle V={\frac {10{\sqrt {2\ }}+9{\sqrt {3\ }}}{6}}\ a^{3}}
De oppervlakte A van deze figuur is:
{\displaystyle A=(12+2{\sqrt {3\ }})\ a^{2}\approx 15,4641016\ a^{2}}
Dat is voor zowel de inhoud als de oppervlakte gelijk aan de verlengde driehoekige orthogonale dubbelkoepel en voor de oppervlakte aan de romboëdrische kuboctaëder.
De 92 johnsonlichamen werden in 1966 door Norman Johnson benoemd en beschreven.
- (en)  MathWorld. Elongated Triangular Gyrobicupola